# Harry Gold
Harry Gold (n. 12 decembrie 1910, Philadelphia, Pennsylvania – d. 1974) a fost un laborant chimist nord-american, care a fost condamnat la 30 de ani detenție, pentru activitate de spionaj în serviciul URSS. A fost acuzat de a da informații secrete sovieticilor, despre programul atomic britano-americano-canadian, numit Manhattan Project (MED).

## Date biografice
Harry Gold s-a născut într-o familie săracă de emigranți evrei-ruși din  Philadelphia. Ca tânăr Gold era un socialist convins, convingeri care l-au determinat să ia contact cu comuniștii. După declarațiile lui ulterioare el ar fi fost respins de comuniști. Ca urmare a crizei economice devine șomer și după o serie de alte activități, studiază între anii 1934-1936, chimia la Universitatea Drexel din Philadelphia. Aici devine el în anul 1935 spion american și ulterior spion sovietic. După anii de studiu va lucra la Brothman Associates, iar în anul 1940 este activat de Jacob Golos pentru spionajul sovietic (NKVD) și (GRU) și sub comanda lui ofițerului sovietic Semion Semenov va spiona ca agent sub numele GUS sau GOOSE.  La locul de muncă era cunoscut ca om cu familie, el fiind de fapt celibatar. La 5 septembrie 1945 ia contact cu  Igor Gouzenko, de la consulatul sovietic din Ottawa, căruia îi va preda o serie de documente secrete. Această acuzație în prezent este pusă la îndoială deoarece ar fi fost mai mulți agenți sub numele de GUS.
Pe baza declarației a 26 de martori, Gold,  Klaus Fuchs și David Greenglass vor fi arestați pentru activitate de spionaj și furnizare de date militare secrete seviciului de spionaj sovietic. Ca urmare a declarațiilor lui Gold și David Greenglass sunt arestați  Ethel și Julius Rosenberg. După afirmația lui Harry Gold, el n-ar fi avut nici un contact cu familia Rosenberg. Gold va fi condamnat la 30 de ani de detenție, iar la 15 ani în anul 1966 va fi lăsat liber.